# Junge Welt-Pokal 1980
Der Junge Welt-Pokal 1980 war die 32. Auflage des höchsten Fußball-Pokalwettbewerbs der Altersklasse 16–18 auf dem Gebiet der DDR, der vom DFV durchgeführt wurde. Er begann am 27. April 1980 mit der Vorrunde und endete am 15. Juni 1980 mit dem Pokalgewinn der BSG Chemie Leipzig, die im Finale gegen die BSG Chemie PCK Schwedt gewannen.

## Teilnehmende Mannschaften
Am Junge Welt-Pokal der Junioren für die Altersklasse (AK) 16–18 nahmen die Pokalsieger der 15 Bezirke auf dem Gebiet der DDR und der Titelverteidiger teil, wobei die Mannschaften der Juniorenliga nicht teilnahmeberechtigt waren. Spielberechtigt waren Spieler bis zum 18. Lebensjahr (Stichtag: 1. Juni 1961).
Für den Junge Welt-Pokal qualifizierten sich der Titelverteidiger und folgende fünfzehn Bezirkspokalsieger bzw. dessen Vertreter:
| - Bezirk Rostock BSG KKW Greifswald - Bezirk Schwerin BSG Fortschritt Neustadt-Glewe - Bezirk Neubrandenburg BSG Verkehrsbetriebe Waren - Bezirk Potsdam BSG Motor Babelsberg - Ost-Berlin SG Berolina Stralau | - Bezirk Frankfurt (Oder) BSG Chemie PCK Schwedt - Bezirk Magdeburg BSG Motor Osterwieck - Bezirk Halle BSG Mansfeld-Kombinat (MK) Sangerhausen - Bezirk Leipzig BSG Chemie Leipzig - Bezirk Cottbus BSG Energie Cottbus | - Bezirk Dresden BSG Stahl Riesa - Bezirk Karl-Marx-Stadt BSG Sachsenring Zwickau BSG Wismut Aue (TV) - Bezirk Erfurt BSG Motor Gotha - Bezirk Gera BSG Motor Hermsdorf - Bezirk Suhl BSG Motor Barchfeld (keine Teilnahme) Der Pokalsieger wurde erst Ende Juni ermittelt. (TV) – Titelverteidiger |

## Modus
Der Pokalwettbewerb wurde wie im Vorjahr von der Vorrunde bis zum Finale im K.-o.-System durchgeführt. Die Vorrunde sowie das Viertelfinale wurden nach möglichst territorialen Gesichtspunkten ausgelost und in Hin- und Rückspielen entschieden. Ab dem Halbfinale wurde auf neutralen Plätzen gespielt, wobei die Halbfinalpartien vor einem Aufstiegsspiel zur DDR-Oberliga stattfanden.

## Vorrunde
| Datum                    |                            | Gesamt    |                                | Hinspiel | Rückspiel |
| ------------------------ | -------------------------- | --------- | ------------------------------ | -------- | --------- |
| So 27. April / So 4. Mai | BSG Verkehrsbetriebe Waren | 3:4       | SG Berolina Stralau            | 1:1      | 2:3       |
| So 27. April / So 4. Mai | BSG KKW Greifswald         | 12:00     | BSG Fortschritt Neustadt-Glewe | 9:0      | 3:0       |
| So 27. April / Do 1. Mai | BSG Chemie PCK Schwedt     | 4:3       | BSG Energie Cottbus            | 1:1      | 3:2       |
| So 27. April / So 4. Mai | BSG Motor Babelsberg       | 2:4       | BSG Stahl Riesa                | 2:0      | 0:4       |
| So 04. Mai / So 11. Mai  | BSG Motor Hermsdorf        | 3:5       | BSG Wismut Aue                 | 2:2      | 1:3       |
| So 27. April / So 4. Mai | BSG Sachsenring Zwickau    | (A)2:2(A) | BSG Chemie Leipzig             | 2:2      | 0:0       |
| So 27. April / So 4. Mai | BSG Motor Osterwieck       | 0:3       | BSG MK Sangerhausen            | 0:1      | 0:2       |
| 0                        | BSG Motor Gotha            | kampflos  |                                |          |           |

## Viertelfinale
| Datum                    |                        | Gesamt |                    | Hinspiel | Rückspiel |
| ------------------------ | ---------------------- | ------ | ------------------ | -------- | --------- |
| So 18. Mai / Sa 24. Mai  | BSG Chemie PCK Schwedt | 5:3    | BSG KKW Greifswald | 1:1      | 4:2       |
| So 18. Mai / Sa 24. Mai  | SG Berolina Stralau    | 03:12  | BSG Stahl Riesa    | 3:3      | 0:9       |
| So 18. Mai / Sa 24. Mai  | BSG Motor Gotha        | :      | BSG Wismut Aue     | :        | :         |
| Mi .21. Mai / Sa 24. Mai | BSG MK Sangerhausen    | 01:12  | BSG Chemie Leipzig | 1:3      | 0:9       |

## Halbfinale
Die Partien fanden vor den Aufstiegsspielen zur DDR-Oberliga BSG Energie Cottbus – BSG Wismut Gera im Cottbuser Stadion der Freundschaft und vor BSG Chemie Böhlen – F.C. Hansa Rostock im Stadion an der Jahnbaude von Böhlen statt.
| Datum                 |                        | Ergebnis |                    | Spielort |
| --------------------- | ---------------------- | -------- | ------------------ | -------- |
| Sa 7. Juni, 12:45 Uhr | BSG Chemie PCK Schwedt | 3:2      | BSG Stahl Riesa    | Cottbus  |
| Sa 7. Juni, 12:45 Uhr | BSG Wismut Aue         | 0:4      | BSG Chemie Leipzig | Böhlen   |

## Finale
| Paarung                | BSG Chemie PCK Schwedt – BSG Chemie Leipzig |
| Ergebnis               | 0:1 (0:0) |
| Datum                  | Sonntag, 15. Juni 1980 um 14:00 Uhr |
| Stadion                | Stadion der Hüttenwerker, Eisenhüttenstadt |
| Zuschauer              | 300 |
| Schiedsrichter         | Peter Müller (Cottbus) |
| Tore                   | 0:1 Selka (55.) |
| BSG Chemie PCK Schwedt | Burghard Deleroi – Detlef Uecker – Axel Stein, Axel Kliesch, Andreas Chomek (55. Lutz Schnürer) – Fred Wolff (65. Frank Wiebeck), Bert Malzahn, Hans-Jörg Hildebrandt – Eckloff, Jörg Matthies, Ronny Dau Cheftrainer: Horst Wiebeck |
| BSG Chemie Leipzig     | Schadosky – Weidner – Krajczy, Wimmer, Stein – Fromm, Uwe Schleier , Jens Geppert – König, Ralf Selka, Lange (46. Michael Breitkopf) Cheftrainer: Günter Busch / Eberhard Dallagrazia                                                |
| Besonderheiten         | Fromm traf in der 73. Minute mit einem Foulstrafstoß nur den Pfosten |